# 삼발 블라찬

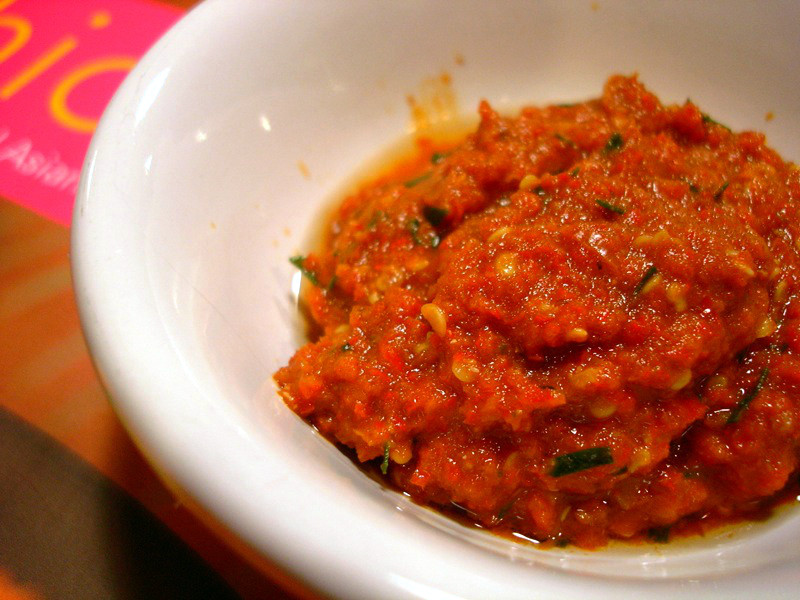
삼발 블라찬

삼발 블라찬(말레이어: sambal belacan) 또는 삼발 트라시(인도네시아어: sambal terasi)는 블라찬/트라시(새우장)를 넣어 만든 삼발이다. 홍고추와 새눈고추, 토마토, 블라찬/트라시, 타마린드, 소금, 설탕, 라임 등을 넣어 만든 고추 소스이며, 말레이시아, 브루나이, 싱가포르, 인도네시아 등에서 즐겨 먹는다.

## 사진

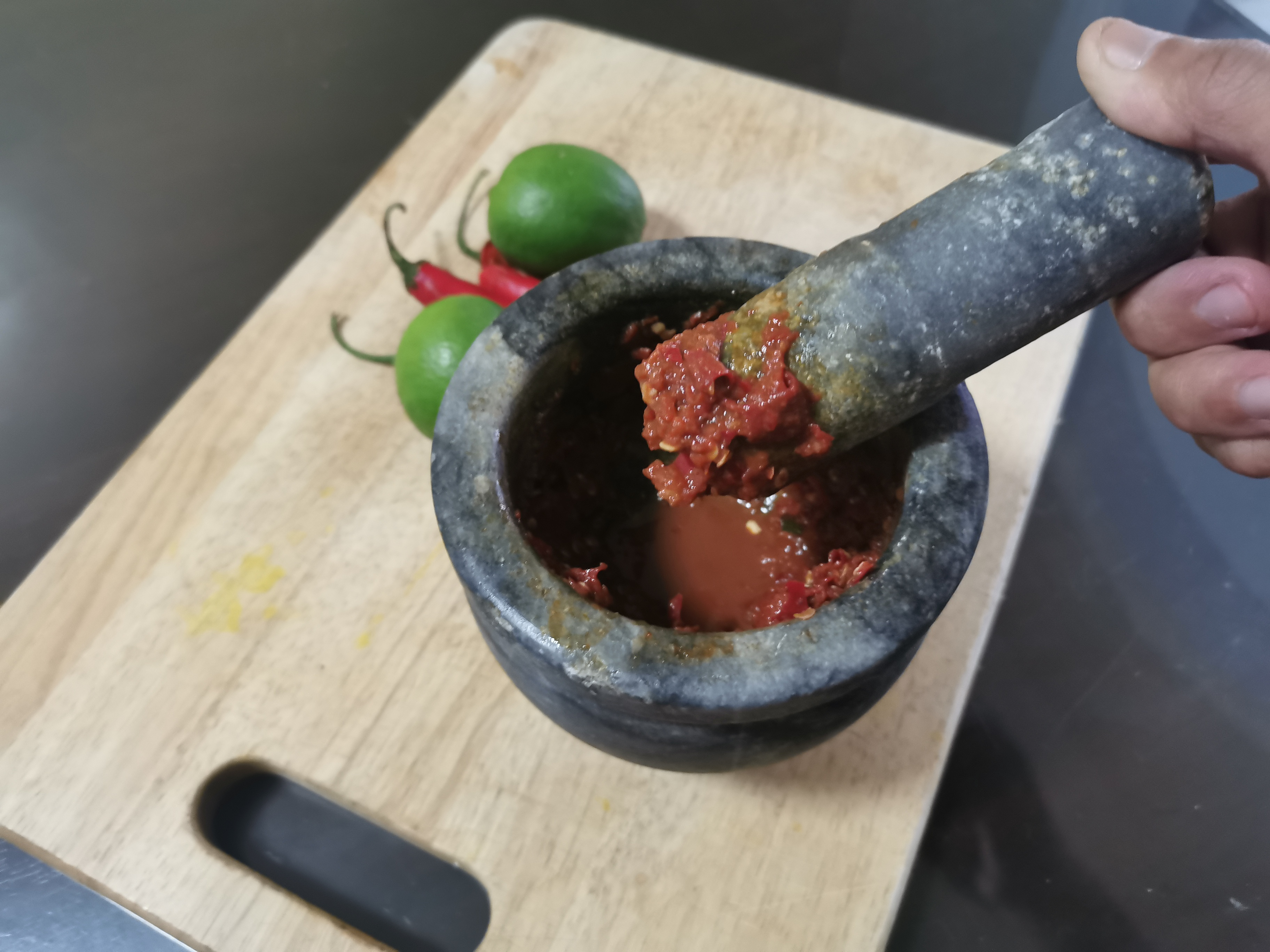
삼발 블라찬 만들기
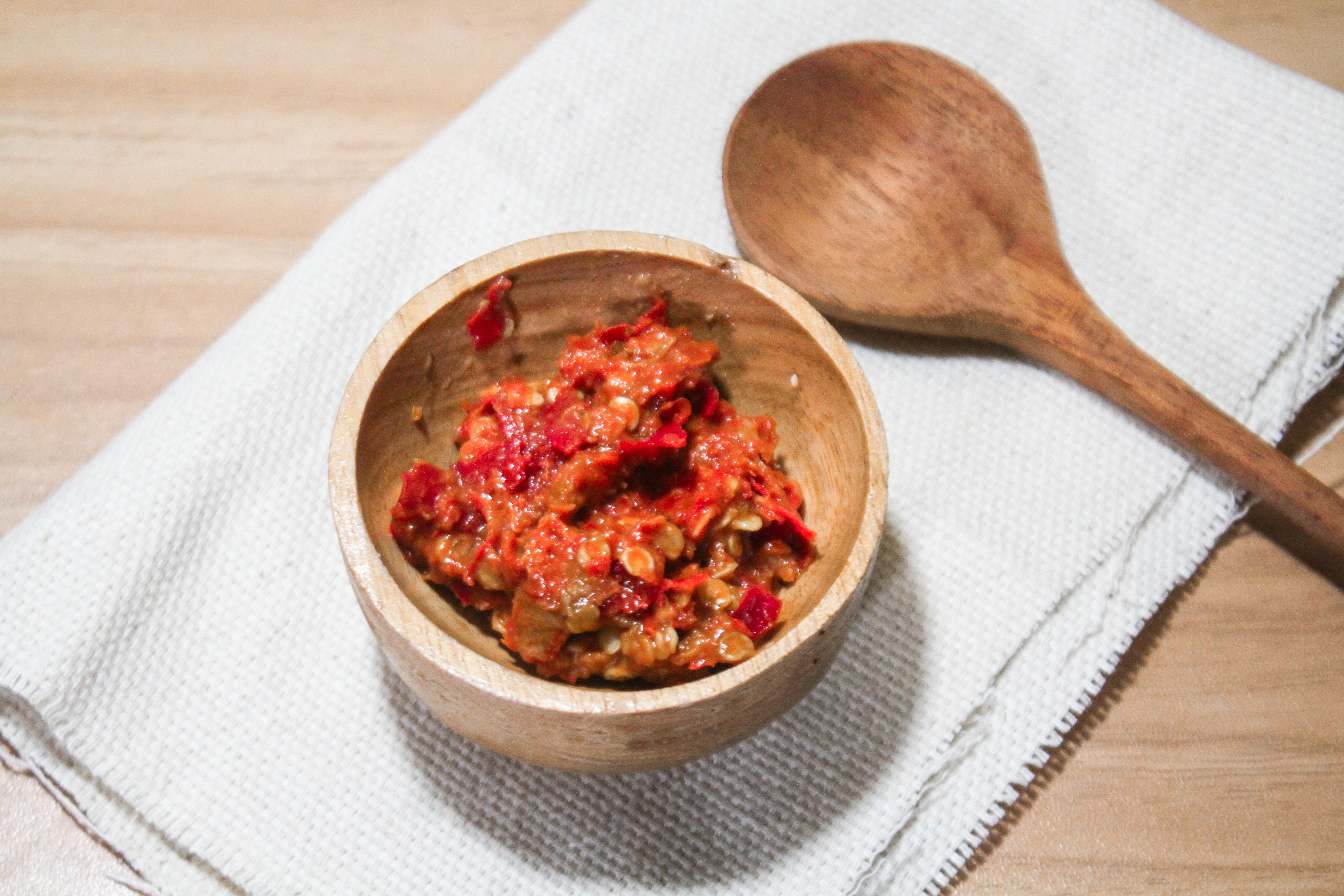
삼발 트라시